# Cratere Mlezi
Mlezi è un cratere sulla superficie di Cerere.